# Zornella
Zornella is een geslacht van spinnen uit de familie hangmatspinnen (Linyphiidae).

## Soorten
De volgende soorten zijn bij het geslacht ingedeeld:
- Zornella armata (Banks, 1906)
- Zornella cryptodon (Chamberlin, 1920)
- Zornella cultrigera (L. Koch, 1879)